# Micrurus limbatus
Micrurus limbatus är en ormart som beskrevs av Fraser 1964. Micrurus limbatus ingår i släktet korallormar och familjen giftsnokar.
Arten förekommer i östra Mexiko i delstaten Veracruz. Den vistas i regioner som ligger 150 till 1050 meter över havet. Denna orm lever i fuktiga skogar i kulliga områden och i molnskogar i bergstrakter. Den besöker även betesmarker och jordbruksmark. Honor lägger ägg. Liksom andra korallormar har Micrurus limbatus ett giftigt bett.
Ibland dödas exemplar av människor som inte vill ha giftormar i sin närhet. Hela populationen antas vara stabil. IUCN kategoriserar arten globalt som livskraftig.

## Underarter
Arten delas in i följande underarter:
- M. l. limbatus
- M. l. spilosomus